# 빌레트 VD역
빌레트 VD역(프랑스어: Gare de Villette VD)은 스위스 보주에 있는 부르앙라보 지자체 내의 빌레트 지역에 있는 기차역이다. 스위스 연방 철도의 표준궤 심플론선의 중간 정류장이다.

## 운행편
2021년 12월 시간표 변경에 따라 빌레트 VD에서 다음 서비스가 정차한다.
- RER 보 S5 : 그랑송과 베 (주중) 또는 에이글 (주말) 사이의 시간당 운행; 에이글에서 생모리스까지 제한된 운행